# Canodia difformis
Canodia difformis är en fjärilsart som beskrevs av Herrich-Schäffer 1854. Canodia difformis ingår i släktet Canodia och familjen tandspinnare. Inga underarter finns listade i Catalogue of Life.